# Bo McCalebb
Lester McCalebb, detto Bo (New Orleans, 4 maggio 1985), è un ex cestista statunitense naturalizzato macedone, che giocava come playmaker.

## Carriera
Ha frequentato la O. Perry Walker High School di New Orleans, in Louisiana e, naturalmente gioca nella squadra di Basket della scuola. Nell'ultimo anno di liceo fa registrare una media di 32,1 punti a partita mettendo subito in luce le sue doti. Nel 2003 si iscrive alla University of New Orleans per giocare con i New Orleans Privateers.
Tra i professionisti esordisce nella stagione 2008-09, in Turchia al Mersin dove mantenne una media di 17,4 punti e 4,6 assist a partita. È stato anche il leader della Lega turca per media di palloni rubati: 2,7 a partita.
Il 16 ottobre 2009 firmò per il club serbo del Partizan Belgrado. Proprio con il Partizan ha vinto la Lega adriatica 2009-2010 e raggiunto le Final Four 2010 di Eurolega a Parigi, dove venne inserito nel secondo quintetto dell'Eurolega.
Nel 2011 disputa i Campionati Europei di pallacanestro con la maglia della Macedonia. Con una serie di prestazioni eccezionali (21,4 punti di media nel torneo), trascina la sua squadra a un sorprendente 4º posto, miglior risultato nella storia della nazionale macedone.
Nel 2012 vince l'Alphonso Ford Trophy, ovvero il premio di miglior realizzatore della stagione di Eurolega.
Il 25 luglio 2010 firma un triennale con la Montepaschi Mens Sana Siena. Il 10 ottobre 2010, nella finale di Supercoppa italiana mette a referto 16 punti e viene eletto MVP del match, vinto dalla Montepaschi Siena 82-64.
Il 20 giugno 2011, il giorno dopo la vittoria del quinto scudetto consecutivo, la società senese comunica di aver allungato di un anno il contratto con il giocatore, nominato MVP delle finali scudetto, portando la scadenza al giugno 2014, ma il 2 agosto 2012 a seguito di un buyout di 1,3 milioni di euro versato dal Fenerbahçe B.C. a Siena, il giocatore si trasferisce in Turchia con un contratto biennale con opzione per la terza stagione.

## Statistiche

### College
| Anno      | Squadra         | PG  | PT  | MP   | TC%  | 3P%  | TL%  | RP  | AP  | PRP | SP  | PP   |
| --------- | --------------- | --- | --- | ---- | ---- | ---- | ---- | --- | --- | --- | --- | ---- |
| 2003-2004 | N.O. Privateers | 31  | 15  | 26,1 | 44,1 | 31,1 | 60,6 | 3,5 | 2,0 | 1,4 | 0,1 | 13,1 |
| 2004-2005 | N.O. Privateers | 30  | 30  | 34,9 | 48,0 | 26,0 | 56,7 | 4,3 | 3,7 | 1,8 | 0,2 | 22,6 |
| 2005-2006 | N.O. Privateers | 4   | 4   | 33,3 | 37,9 | 30,0 | 65,7 | 2,5 | 1,5 | 3,8 | 0,5 | 19,0 |
| 2006-2007 | N.O. Privateers | 31  | 31  | 34,5 | 47,8 | 33,3 | 71,0 | 6,8 | 3,3 | 2,0 | 0,2 | 25,0 |
| 2007-2008 | N.O. Privateers | 32  | 32  | 33,3 | 50,6 | 40,5 | 77,2 | 4,5 | 3,1 | 2,4 | 0,1 | 23,2 |
| Carriera  | Carriera        | 128 | 112 | 32,2 | 47,6 | 33,3 | 66,7 | 4,7 | 3,0 | 2,0 | 0,1 | 20,9 |

### Eurolega
| Anno      | Squadra         | PG  | PT | MP   | TC%  | 3P%  | TL%  | RP  | AP  | PRP | SP  | PP    |
| --------- | --------------- | --- | -- | ---- | ---- | ---- | ---- | --- | --- | --- | --- | ----- |
| 2009-2010 | Partizan        | 22  | 22 | 30,1 | 45,7 | 23,2 | 75,9 | 2,9 | 3,4 | 2,0 | 0,0 | 13,4  |
| 2010-2011 | Mens Sana Siena | 15  | 9  | 20,8 | 55,0 | 43,8 | 88,0 | 2,0 | 2,1 | 1,8 | 0,0 | 11,5  |
| 2011-2012 | Mens Sana Siena | 17  | 17 | 27,7 | 61,3 | 52,6 | 80,9 | 2,2 | 2,6 | 1,3 | 0,0 | 16,9* |
| 2012-2013 | Fenerbahçe      | 23  | 20 | 27,6 | 48,1 | 25,5 | 84,7 | 2,7 | 2,4 | 1,9 | 0,0 | 13,0  |
| 2013-2014 | Fenerbahçe      | 24  | 15 | 27,0 | 59,6 | 35,9 | 74,1 | 3,2 | 2,5 | 1,4 | 0,1 | 11,9  |
| 2014-2015 | Bayern Monaco   | 5   | 5  | 23,4 | 34,7 | 35,7 | 83,3 | 2,4 | 3,6 | 0,6 | 0,0 | 9,8   |
| Carriera  | Carriera        | 106 | 88 | 26,9 | 52,1 | 33,6 | 79,8 | 2,7 | 2,7 | 1,6 | 0,0 | 13,1  |

## Palmarès

### Club
- Campionato serbo: 1

Partizan Belgrado: 2009-10
- Coppa di Serbia: 1

Partizan Belgrado: 2010
- Campionato italiano: 1

Mens Sana Siena: 2010-11
- Campionato italiano: 1 (revocato)

Mens Sana Siena: 2011-12
- Coppa Italia: 1

Mens Sana Siena: 2011
- Coppa Italia: 1 (revocato)

Mens Sana Siena: 2012
- Supercoppa italiana: 2

Mens Sana Siena: 2010, 2011
- Coppa del Presidente: 1

Fenerbahçe Ülker: 2013
- Campionato turco: 1

Fenerbahçe Ülker: 2013-14
- Coppa di Turchia: 1

Fenerbahçe Ülker: 2012-13
- Supercoppa spagnola: 1

Gran Canaria: 2016
- Lega Adriatica: 1

Partizan Belgrado: 2009-10

### Individuale
- Košarkaška liga Srbije MVP playoffs: 1

Partizan Belgrado: 2009-10
- MVP Supercoppa italiana: 1

Mens Sana Siena: 2010
- MVP finali Serie A: 2

Mens Sana Siena: 2011, 2012
- Alphonso Ford Trophy: 1

Mens Sana Siena: 2011-12
- MVP Serie A: 1

Mens Sana Siena: 2011-12
- All-Euroleague Second Team: 2

Partizan Belgrado: 2009-10
Mens Sana Siena: 2011-12